# 사옥도
사옥도(沙玉島)는 대한민국 전라남도 신안군 지도읍에 속하는 섬이다. 면적은 약 11km2. 원래 여러 섬으로 이루어져 있었으나, 섬 사이의 간석지를 이어 하나의 섬이 되었다.